# Tokmani
Tokmani (rus: Токманы) és un poble del krai de Perm, a Rússia, que en el cens del 2010 tenia 2 habitants. Forma part de l'assentament rural d'Àssovo. Es troba al marge esquerre del riu Bardà, al nord-oest del centre administratiu de l'assentament, Àssovo.